# Elezioni comunali in Friuli-Venezia Giulia del 1999
Le elezioni comunali in Friuli-Venezia Giulia del 1999 si tennero il 13 giugno (con ballottaggio il 27 giugno).

## Provincia di Trieste

### San Dorligo della Valle
|                                                                      | Boris Pangerc ✔️ Sindaco | 2 433                | 69,57 | Skupaj-Insieme          | 2 325 | 69,63 | 12 |  |  |
|                                                                      | Giorgio Cesar            | 431                  | 12,32 | Il Polo per San Dorligo | 414   | 12,40 | 1  |  |  |
| Seggio di coalizione                                                 | Seggio di coalizione     | Seggio di coalizione | 12,32 | 1                       |       |       |    |  |  |
|                                                                      | Silvana Mergiani Mondo   | 380                  | 10,87 | Fronte Giuliano         | 356   | 10,66 | –  |  |  |
| Seggio di coalizione                                                 | Seggio di coalizione     | Seggio di coalizione | 10,87 | 1                       |       |       |    |  |  |
|                                                                      | Danilo Slokar            | 244                  | 6,98  | Lega Nord               | 253   | 7,58  | –  |  |  |
| Seggio di coalizione                                                 | Seggio di coalizione     | Seggio di coalizione | 6,98  | 1                       |       |       |    |  |  |
| Totale                                                               | Totale                   | 3 497                | 100   |                         | 3 339 | 100   | 16 |  |  |
|                                                                      |                          |                      |       |                         |       |       |    |  |  |
| Regione Friuli-Venezia Giulia: Voti Sindaco 1°Turno Voti Liste Seggi |                          |                      |       |                         |       |       |    |  |  |

## Provincia di Gorizia

### Gradisca d'Isonzo
| Candidati                                                                                   | Candidati                | II turno                | II turno                | I turno | I turno | Liste                            | Voti  | %     | Seggi |
| Candidati                                                                                   | Candidati                | Voti                    | %                       | Voti    | %       | Liste                            | Voti  | %     | Seggi |
| ------------------------------------------------------------------------------------------- | ------------------------ | ----------------------- | ----------------------- | ------- | ------- | -------------------------------- | ----- | ----- | ----- |
|                                                                                             | Gianni Fabris ✔️ Sindaco | 2 159                   | 61,13                   | 1 835   | 41,51   | Per Gradisca                     | 1 592 | 40,58 | 10    |
|                                                                                             | Egone Tomasinsig         | 1 733                   | 49,07                   | 1 350   | 30,54   | Nuova Proposta Gradisca d'Isonzo | 798   | 20,34 | 2     |
| Rifondazione Comunista                                                                      | Egone Tomasinsig         | 1 733                   | 49,07                   | 1 350   | 30,54   | 369                              | 9,41  | –     |       |
| Seggio di coalizione                                                                        | Seggio di coalizione     | Seggio di coalizione    | 49,07                   | 1 350   | 30,54   | 1                                |       |       |       |
|                                                                                             | Marina Bressan Martinis  | Marina Bressan Martinis | Marina Bressan Martinis | 1 236   | 27,96   | Forza Italia                     | 630   | 16,06 | 1     |
| Centro Democratico Gradisca d'Isonzo                                                        | Marina Bressan Martinis  | Marina Bressan Martinis | Marina Bressan Martinis | 1 236   | 27,96   | 338                              | 8,62  | 1     |       |
| Alleanza Nazionale                                                                          | Marina Bressan Martinis  | Marina Bressan Martinis | Marina Bressan Martinis | 1 236   | 27,96   | 196                              | 5,00  | –     |       |
| Seggio di coalizione                                                                        | Seggio di coalizione     | Seggio di coalizione    | Marina Bressan Martinis | 1 236   | 27,96   | 1                                |       |       |       |
| Totale                                                                                      | Totale                   | 3 532                   | 100                     | 4 421   | 100     |                                  | 3 923 | 100   | 16    |
|                                                                                             |                          |                         |                         |         |         |                                  |       |       |       |
| Regione Friuli-Venezia Giulia: Voti Sindaco 1°Turno Voti Sindaco 2°Turno Voti Liste e Seggi |                          |                         |                         |         |         |                                  |       |       |       |

### San Canzian d'Isonzo
|                                                                        | Fulvio Calligaris    | 2 063                | 55,73 | Insieme per San Canzian | 913   | 27,80 | 5  |  |  |
| Democratici di Sinistra-Comunisti Italiani                             | Fulvio Calligaris    | 2 063                | 55,73 | 820                     | 24,97 | 5     |    |  |  |
|                                                                        | Mario Buttignoni     | 1 144                | 30,90 | Progetto Comune         | 1 069 | 32,55 | 3  |  |  |
| Seggio di coalizione                                                   | Seggio di coalizione | Seggio di coalizione | 30,90 | 1                       |       |       |    |  |  |
|                                                                        | Salvatore Monello    | 495                  | 13,37 | Rifondazione Comunista  | 482   | 14,68 | 1  |  |  |
| Seggio di coalizione                                                   | Seggio di coalizione | Seggio di coalizione | 13,37 | 1                       |       |       |    |  |  |
| Totale                                                                 | Totale               | 3 702                | 100   |                         | 3 284 | 100   | 16 |  |  |
|                                                                        |                      |                      |       |                         |       |       |    |  |  |
| Regione Friuli-Venezia Giulia: Voti Sindaco 1°Turno Voti Liste e Seggi |                      |                      |       |                         |       |       |    |  |  |

## Provincia di Pordenone

### Aviano
| Candidati                                                                                 | Candidati                    | II turno                  | II turno                  | I turno | I turno | Liste                   | Voti  | %     | Seggi |
| Candidati                                                                                 | Candidati                    | Voti                      | %                         | Voti    | %       | Liste                   | Voti  | %     | Seggi |
| ----------------------------------------------------------------------------------------- | ---------------------------- | ------------------------- | ------------------------- | ------- | ------- | ----------------------- | ----- | ----- | ----- |
|                                                                                           | Gianluigi Rellini ✔️ Sindaco | 2 370                     | 54,75                     | 2 069   | 40,62   | Democratici di Sinistra | 1 055 | 23,70 | 6     |
| Popolari & Autonomisti                                                                    | Gianluigi Rellini ✔️ Sindaco | 2 370                     | 54,75                     | 2 069   | 40,62   | 692                     | 15,54 | 4     |       |
|                                                                                           | Gianfranco Della Puppa       | 1 959                     | 45,25                     | 1 747   | 34,30   | Forza Italia            | 1 058 | 23,76 | 2     |
| Alleanza Nazionale                                                                        | Gianfranco Della Puppa       | 1 959                     | 45,25                     | 1 747   | 34,30   | 435                     | 9,77  | 1     |       |
| Seggio di coalizione                                                                      | Seggio di coalizione         | Seggio di coalizione      | 45,25                     | 1 747   | 34,30   | 1                       |       |       |       |
|                                                                                           | Giancarlo Ossena             | Giancarlo Ossena          | Giancarlo Ossena          | 661     | 12,98   | Lega Nord               | 354   | 7,95  | –     |
| Aviano Vivere                                                                             | Giancarlo Ossena             | Giancarlo Ossena          | Giancarlo Ossena          | 661     | 12,98   | 269                     | 6,04  | –     |       |
| Seggio di coalizione                                                                      | Seggio di coalizione         | Seggio di coalizione      | Giancarlo Ossena          | 661     | 12,98   | 1                       |       |       |       |
|                                                                                           | Valentino De Piante Vicin    | Valentino De Piante Vicin | Valentino De Piante Vicin | 389     | 7,64    | Rifondazione Comunista  | 363   | 8,15  | –     |
| Seggio di coalizione                                                                      | Seggio di coalizione         | Seggio di coalizione      | Valentino De Piante Vicin | 389     | 7,64    | 1                       |       |       |       |
|                                                                                           | Gino Brescagin               | Gino Brescagin            | Gino Brescagin            | 228     | 4,48    | Avian                   | 215   | 4,83  | –     |
| Totale                                                                                    | Totale                       | 4 329                     | 100                       | 5 094   | 100     |                         | 4 452 | 100   | 16    |
|                                                                                           |                              |                           |                           |         |         |                         |       |       |       |
| Regione Friuli-Venezia Giulia: Voti Sindaco 1°Turno Voti Sindaco 2°Turno Voti Liste Seggi |                              |                           |                           |         |         |                         |       |       |       |

### Brugnera
| Candidati                                                                                 | Candidati              | II turno               | II turno               | I turno | I turno | Liste               | Voti  | %     | Seggi |
| Candidati                                                                                 | Candidati              | Voti                   | %                      | Voti    | %       | Liste               | Voti  | %     | Seggi |
| ----------------------------------------------------------------------------------------- | ---------------------- | ---------------------- | ---------------------- | ------- | ------- | ------------------- | ----- | ----- | ----- |
|                                                                                           | Ermes Moras ✔️ Sindaco | 2 211                  | 54,63                  | 1 329   | 26,16   | Per il Futuro       | 1 249 | 26,38 | 10    |
|                                                                                           | Gino Callegher         | 1 836                  | 45,37                  | 1 138   | 22,40   | Lista per Brugnera  | 1 025 | 21,65 | 1     |
| Seggio di coalizione                                                                      | Seggio di coalizione   | Seggio di coalizione   | 45,37                  | 1 138   | 22,40   | 1                   |       |       |       |
|                                                                                           | Carlo Silvio Carniello | Carlo Silvio Carniello | Carlo Silvio Carniello | 1 076   | 21,18   | Idee per Progredire | 1 017 | 21,48 | 1     |
| Seggio di coalizione                                                                      | Seggio di coalizione   | Seggio di coalizione   | Carlo Silvio Carniello | 1 076   | 21,18   | 1                   |       |       |       |
|                                                                                           | Italo Domenico Cover   | Italo Domenico Cover   | Italo Domenico Cover   | 1 011   | 19,90   | Forza Italia        | 940   | 19,86 | –     |
| Seggio di coalizione                                                                      | Seggio di coalizione   | Seggio di coalizione   | Italo Domenico Cover   | 1 011   | 19,90   | 1                   |       |       |       |
|                                                                                           | Gian Paolo Piccinato   | Gian Paolo Piccinato   | Gian Paolo Piccinato   | 526     | 10,35   | Lega Nord           | 503   | 10,63 | –     |
| Seggio di coalizione                                                                      | Seggio di coalizione   | Seggio di coalizione   | Gian Paolo Piccinato   | 526     | 10,35   | 1                   |       |       |       |
| Totale                                                                                    | Totale                 | 4 047                  | 100                    | 5 080   | 100     |                     | 4 734 | 100   | 16    |
|                                                                                           |                        |                        |                        |         |         |                     |       |       |       |
| Regione Friuli-Venezia Giulia: Voti Sindaco 1°Turno Voti Sindaco 2°Turno Voti Liste Seggi |                        |                        |                        |         |         |                     |       |       |       |

### Fiume Veneto
| Candidati                                                                                 | Candidati                | II turno             | II turno       | I turno | I turno | Liste                 | Voti  | %     | Seggi |
| Candidati                                                                                 | Candidati                | Voti                 | %              | Voti    | %       | Liste                 | Voti  | %     | Seggi |
| ----------------------------------------------------------------------------------------- | ------------------------ | -------------------- | -------------- | ------- | ------- | --------------------- | ----- | ----- | ----- |
|                                                                                           | Lorenzo Cella ✔️ Sindaco | 2 951                | 50,76          | 2 652   | 41,30   | Uniti per Fiume       | 1 663 | 29,80 | 8     |
| Lega per Fiume                                                                            | Lorenzo Cella ✔️ Sindaco | 2 951                | 50,76          | 2 652   | 41,30   | 431                   | 7,72  | 2     |       |
|                                                                                           | Tiziano Borlina          | 2 863                | 49,24          | 2 652   | 41,30   | Paese Vivere          | 2 455 | 44,00 | 4     |
| Seggio di coalizione                                                                      | Seggio di coalizione     | Seggio di coalizione | 49,24          | 2 652   | 41,30   | 1                     |       |       |       |
|                                                                                           | Corrado Borean           | Corrado Borean       | Corrado Borean | 683     | 10,64   | Solidarietà-Progresso | 633   | 11,34 | –     |
| Seggio di coalizione                                                                      | Seggio di coalizione     | Seggio di coalizione | Corrado Borean | 683     | 10,64   | 1                     |       |       |       |
|                                                                                           | Sergio Furlan            | Sergio Furlan        | Sergio Furlan  | 435     | 6,77    | Centro-destra         | 398   | 7,13  | –     |
| Totale                                                                                    | Totale                   | 5 814                | 100            | 6 422   | 100     |                       | 5 580 | 100   | 16    |
|                                                                                           |                          |                      |                |         |         |                       |       |       |       |
| Regione Friuli-Venezia Giulia: Voti Sindaco 1°Turno Voti Sindaco 2°Turno Voti Liste Seggi |                          |                      |                |         |         |                       |       |       |       |

### Pasiano di Pordenone
|                                                                        | Paolo Santin         | 2 545                | 56,36 | Insieme          | 2 386 | 56,50 | 10 |  |  |
|                                                                        | Tiziana De Bortoli   | 1 145                | 25,35 | Lega Nord        | 440   | 10,42 | 1  |  |  |
| Obiettivo Comune                                                       | Tiziana De Bortoli   | 1 145                | 25,35 | 341              | 8,07  | 1     |    |  |  |
| Impegno e Dialogo                                                      | Tiziana De Bortoli   | 1 145                | 25,35 | 248              | 5,87  | –     |    |  |  |
| Seggio di coalizione                                                   | Seggio di coalizione | Seggio di coalizione | 25,35 | 1                |       |       |    |  |  |
|                                                                        | Vincenzo Trevisiol   | 826                  | 18,29 | Pasiano Migliore | 808   | 19,13 | 2  |  |  |
| Seggio di coalizione                                                   | Seggio di coalizione | Seggio di coalizione | 18,29 | 1                |       |       |    |  |  |
| Totale                                                                 | Totale               | 4 516                | 100   |                  | 4 223 | 100   | 16 |  |  |
|                                                                        |                      |                      |       |                  |       |       |    |  |  |
| Regione Friuli-Venezia Giulia: Voti Sindaco 1°Turno Voti Liste e Seggi |                      |                      |       |                  |       |       |    |  |  |

### Porcia
|                                                                        | Nicola Zille ✔️ Sindaco | 4 264                | 51,54 | Lega Nord                                                                  | 3 810 | 51,05 | 12 |  |  |
|                                                                        | Mario Paronetto         | 1 598                | 19,32 | Polo Porcia (Forza Italia-Alleanza Nazionale-Centro Cristiano Democratico) | 971   | 13,01 | 2  |  |  |
| Porcia                                                                 | Mario Paronetto         | 1 598                | 19,32 | 444                                                                        | 5,95  | –     |    |  |  |
| Seggio di coalizione                                                   | Seggio di coalizione    | Seggio di coalizione | 19,32 | 1                                                                          |       |       |    |  |  |
|                                                                        | Giovanni Zanot          | 1 321                | 15,97 | Uniti per Porcia                                                           | 1 216 | 16,29 | 2  |  |  |
| Seggio di coalizione                                                   | Seggio di coalizione    | Seggio di coalizione | 15,97 | 1                                                                          |       |       |    |  |  |
|                                                                        | Ferdinando Pizzinato    | 1 090                | 13,18 | Insieme per Porcia                                                         | 1 023 | 13,71 | 1  |  |  |
| Seggio di coalizione                                                   | Seggio di coalizione    | Seggio di coalizione | 13,18 | 1                                                                          |       |       |    |  |  |
| Totale                                                                 | Totale                  | 8 273                | 100   |                                                                            | 7 464 | 100   | 20 |  |  |
|                                                                        |                         |                      |       |                                                                            |       |       |    |  |  |
| Regione Friuli-Venezia Giulia: Voti Sindaco 1°Turno Voti Liste e Seggi |                         |                      |       |                                                                            |       |       |    |  |  |

### Sacile
|                                                                        | Gina Fasan ✔️ Sindaca       | 5 302                | 51,35 | Polo per Sacile (Forza Italia-Alleanza Nazionale-Centro Cristiano Democratico) | 2 124 | 24,44 | 6  |  |  |
| Sacile Insieme                                                         | Gina Fasan ✔️ Sindaca       | 5 302                | 51,35 | 2 109                                                                          | 24,27 | 6     |    |  |  |
|                                                                        | Mario Sartori di Borgoricco | 2 496                | 24,17 | Democratici di Sinistra                                                        | 1 361 | 15,66 | 3  |  |  |
| Insieme (Rifondazione Comunista-Verdi-Fvg-Altri)                       | Mario Sartori di Borgoricco | 2 496                | 24,17 | 482                                                                            | 5,55  | 1     |    |  |  |
| Il Ponte                                                               | Mario Sartori di Borgoricco | 2 496                | 24,17 | 420                                                                            | 4,83  | –     |    |  |  |
| Seggio di coalizione                                                   | Seggio di coalizione        | Seggio di coalizione | 24,17 | 1                                                                              |       |       |    |  |  |
|                                                                        | Franco Cesa                 | 1 498                | 14,51 | Lega Nord                                                                      | 947   | 10,90 | 1  |  |  |
| Nordest                                                                | Franco Cesa                 | 1 498                | 14,51 | 313                                                                            | 3,60  | –     |    |  |  |
| Seggio di coalizione                                                   | Seggio di coalizione        | Seggio di coalizione | 14,51 | 1                                                                              |       |       |    |  |  |
|                                                                        | Guido Galet                 | 599                  | 5,80  | Azzurri Sacile                                                                 | 546   | 6,28  | –  |  |  |
| Seggio di coalizione                                                   | Seggio di coalizione        | Seggio di coalizione | 5,80  | 1                                                                              |       |       |    |  |  |
|                                                                        | Bruno Manfè                 | 431                  | 4,17  | Socialisti Democratici Italiani                                                | 388   | 4,46  | –  |  |  |
| Totale                                                                 | Totale                      | 10 326               | 100   |                                                                                | 8 690 | 100   | 20 |  |  |
|                                                                        |                             |                      |       |                                                                                |       |       |    |  |  |
| Regione Friuli-Venezia Giulia: Voti Sindaco 1°Turno Voti Liste e Seggi |                             |                      |       |                                                                                |       |       |    |  |  |

### Sesto al Reghena
|                                                     | Daniele Gerolin ✔️ Sindaco | 2 613                | 76,65 | Popolari              | 2 494 | 76,39 | 13 |  |  |
|                                                     | Paola Chiandotto           | 503                  | 14,76 | La Voce               | 485   | 14,85 | 1  |  |  |
| Seggio di coalizione                                | Seggio di coalizione       | Seggio di coalizione | 14,76 | 1                     |       |       |    |  |  |
|                                                     | Maurizio Sacilotto         | 293                  | 8,59  | Alleanza Progressista | 286   | 8,76  | –  |  |  |
| Seggio di coalizione                                | Seggio di coalizione       | Seggio di coalizione | 8,59  | 1                     |       |       |    |  |  |
| Totale                                              | Totale                     | 3 409                | 100   |                       | 3 265 | 100   | 16 |  |  |
|                                                     |                            |                      |       |                       |       |       |    |  |  |
| Regione Friuli-Venezia Giulia: Voti Sindaco 1°Turno |                            |                      |       |                       |       |       |    |  |  |

## Provincia di Udine

### Basiliano
|                                                                        | Flavio Pertoldi ✔️ Sindaco | 2 110                | 67,07 | Impegno al Centro  | 2 036 | 67,13 | 12 |  |  |
|                                                                        | Giampaolo Pascolo          | 527                  | 16,75 | Lega Nord          | 509   | 16,78 | 1  |  |  |
| Seggio di coalizione                                                   | Seggio di coalizione       | Seggio di coalizione | 16,75 | 1                  |       |       |    |  |  |
|                                                                        | Simone Mauro               | 509                  | 16,18 | Alleanza Nazionale | 488   | 16,09 | 1  |  |  |
| Seggio di coalizione                                                   | Seggio di coalizione       | Seggio di coalizione | 16,18 | 1                  |       |       |    |  |  |
| Totale                                                                 | Totale                     | 3 146                | 100   |                    | 3 033 | 100   | 16 |  |  |
|                                                                        |                            |                      |       |                    |       |       |    |  |  |
| Regione Friuli-Venezia Giulia: Voti Sindaco 1°Turno Voti Liste e Seggi |                            |                      |       |                    |       |       |    |  |  |

### Campoformido
| Candidati                                                                                  | Candidati                   | II turno             | II turno         | I turno | I turno | Liste                         | Voti  | %     | Seggi |
| Candidati                                                                                  | Candidati                   | Voti                 | %                | Voti    | %       | Liste                         | Voti  | %     | Seggi |
| ------------------------------------------------------------------------------------------ | --------------------------- | -------------------- | ---------------- | ------- | ------- | ----------------------------- | ----- | ----- | ----- |
|                                                                                            | Pietro Fontanini ✔️ Sindaco | 2 439                | 66,90            | 1 670   | 37,09   | Lega Nord                     | 1 349 | 34,33 | 10    |
|                                                                                            | Guido Fantini               | 1 207                | 33,10            | 1 417   | 31,47   | Lista civica Comunità         | 656   | 16,70 | 1     |
| Forza Italia-Alleanza Nazionale-Centro Cristiano Democratico                               | Guido Fantini               | 1 207                | 33,10            | 1 417   | 31,47   | 654                           | 16,65 | 1     |       |
| Seggio di coalizione                                                                       | Seggio di coalizione        | Seggio di coalizione | 33,10            | 1 417   | 31,47   | 1                             |       |       |       |
|                                                                                            | Claudio Geatti              | Claudio Geatti       | Claudio Geatti   | 1 029   | 22,85   | Lista Civica per Campoformido | 896   | 22,80 | 1     |
| Seggio di coalizione                                                                       | Seggio di coalizione        | Seggio di coalizione | Claudio Geatti   | 1 029   | 22,85   | 1                             |       |       |       |
|                                                                                            | Roberto Pascolat            | Roberto Pascolat     | Roberto Pascolat | 387     | 8,59    | Centro-sinistra L'Onda        | 374   | 9,52  | –     |
| Seggio di coalizione                                                                       | Seggio di coalizione        | Seggio di coalizione | Roberto Pascolat | 387     | 8,59    | 1                             |       |       |       |
| Totale                                                                                     | Totale                      | 3 646                | 100              | 4 503   | 100     |                               | 3 929 | 100   | 16    |
|                                                                                            |                             |                      |                  |         |         |                               |       |       |       |
| Regione Friuli-Venezia Giulia: Voti Sindaco 1°Turno Voti Sindaco 2°TurnoVoti Liste e Seggi |                             |                      |                  |         |         |                               |       |       |       |

### Fagagna
|                                                                        | Aldo Burelli ✔️ Sindaco | 2 632                | 79,30 | Proposta per Fagagna | 2 371 | 73,91 | 12 |  |  |
|                                                                        | Emilio Rosso            | 957                  | 28,83 | Lega Nord            | 426   | 13,28 | 2  |  |  |
| Lista Civica                                                           | Emilio Rosso            | 957                  | 28,83 | 411                  | 12,81 | 1     |    |  |  |
| Seggio di coalizione                                                   | Seggio di coalizione    | Seggio di coalizione | 28,83 | 1                    |       |       |    |  |  |
| Totale                                                                 | Totale                  | 3 319                | 100   |                      | 3 208 | 100   | 16 |  |  |
|                                                                        |                         |                      |       |                      |       |       |    |  |  |
| Regione Friuli-Venezia Giulia: Voti Sindaco 1°Turno Voti Liste e Seggi |                         |                      |       |                      |       |       |    |  |  |

### Gemona del Friuli
| Candidati                                                                        | Candidati                   | II turno             | II turno       | I turno | I turno | Liste              | Voti  | %     | Seggi |
| Candidati                                                                        | Candidati                   | Voti                 | %              | Voti    | %       | Liste              | Voti  | %     | Seggi |
| -------------------------------------------------------------------------------- | --------------------------- | -------------------- | -------------- | ------- | ------- | ------------------ | ----- | ----- | ----- |
|                                                                                  | Virgilio Disetti ✔️ Sindaco | 3 425                | 52,06          | 3 016   | 43,24   | Per Gemona         | 2 630 | 45,60 | 12    |
|                                                                                  | Giuseppe Varisco            | 3 154                | 47,94          | 3 106   | 44,53   | Proposta e Impegno | 1 146 | 19,87 | 3     |
| Centro Cristiano Democratico-Forza Italia                                        | Giuseppe Varisco            | 3 154                | 47,94          | 3 106   | 44,53   | 726                | 12,59 | 1     |       |
| Alleanza Nazionale                                                               | Giuseppe Varisco            | 3 154                | 47,94          | 3 106   | 44,53   | 546                | 9,47  | 1     |       |
| Seggio di coalizione                                                             | Seggio di coalizione        | Seggio di coalizione | 47,94          | 3 106   | 44,53   | 1                  |       |       |       |
|                                                                                  | Claudio Sangoi              | Claudio Sangoi       | Claudio Sangoi | 853     | 12,23   | Gemona e Oltre     | 719   | 12,47 | 1     |
| Seggio di coalizione                                                             | Seggio di coalizione        | Seggio di coalizione | Claudio Sangoi | 853     | 12,23   | 1                  |       |       |       |
| Totale                                                                           | Totale                      | 6 579                | 100            | 6 975   | 100     |                    | 5 767 | 100   | 20    |
|                                                                                  |                             |                      |                |         |         |                    |       |       |       |
| Regione Friuli-Venezia Giulia: Voti Sindaco 1°Turno Sindaco 2°TurnoListe e Seggi |                             |                      |                |         |         |                    |       |       |       |

### Martignacco
|                                                                   | Mauro Delendi ✔️ Sindaco | 1 886                | 53,82 | L'Arca Delendi              | 1 065 | 34,05 | 7  |  |  |
| Forza Italia-Alleanza Nazionale                                   | Mauro Delendi ✔️ Sindaco | 1 886                | 53,82 | 589                         | 18,83 | 3     |    |  |  |
|                                                                   | Loris Castenetto         | 810                  | 23,12 | Centro-sinistra Martignacco | 768   | 24,55 | 2  |  |  |
| Seggio di coalizione                                              | Seggio di coalizione     | Seggio di coalizione | 23,12 | 1                           |       |       |    |  |  |
|                                                                   | Carlo Someda De Carlo    | 808                  | 23,06 | La Civica per Martignacco   | 577   | 18,45 | 2  |  |  |
| Forze Libere                                                      | Carlo Someda De Carlo    | 808                  | 23,06 | 129                         | 4,12  | –     |    |  |  |
| Seggio di coalizione                                              | Seggio di coalizione     | Seggio di coalizione | 23,06 | 1                           |       |       |    |  |  |
| Totale                                                            | Totale                   | 3 504                | 100   |                             | 3 128 | 100   | 16 |  |  |
|                                                                   |                          |                      |       |                             |       |       |    |  |  |
| Regione Friuli-Venezia Giulia: Voti Sindaco 1°Turno Liste e Seggi |                          |                      |       |                             |       |       |    |  |  |

### Palmanova
| Candidati                                                                                  | Candidati                  | II turno                 | II turno                 | I turno | I turno | Liste                                                        | Voti  | %     | Seggi |
| Candidati                                                                                  | Candidati                  | Voti                     | %                        | Voti    | %       | Liste                                                        | Voti  | %     | Seggi |
| ------------------------------------------------------------------------------------------ | -------------------------- | ------------------------ | ------------------------ | ------- | ------- | ------------------------------------------------------------ | ----- | ----- | ----- |
|                                                                                            | Alcide Muradore ✔️ Sindaco | 1 581                    | 55,42                    | 1 463   | 43,52   | Forza Italia-Centro Cristiano Democratico-Alleanza Nazionale | 698   | 23,57 | 6     |
| Insieme al Polo                                                                            | Alcide Muradore ✔️ Sindaco | 1 581                    | 55,42                    | 1 463   | 43,52   | 493                                                          | 16,64 | 4     |       |
|                                                                                            | Roberto Osso               | 1 272                    | 44,58                    | 895     | 26,62   | In Hoc Signo                                                 | 830   | 28,02 | 2     |
| Seggio di coalizione                                                                       | Seggio di coalizione       | Seggio di coalizione     | 44,58                    | 895     | 26,62   | 1                                                            |       |       |       |
|                                                                                            | Rosa Ricciardi Dentesano   | Rosa Ricciardi Dentesano | Rosa Ricciardi Dentesano | 585     | 17,40   | Progetto Comune                                              | 548   | 18,50 | 1     |
| Seggio di coalizione                                                                       | Seggio di coalizione       | Seggio di coalizione     | Rosa Ricciardi Dentesano | 585     | 17,40   | 1                                                            |       |       |       |
|                                                                                            | Flavio Zanus               | Flavio Zanus             | Flavio Zanus             | 419     | 12,46   | Lista Zanus Autonomisti Federalisti                          | 393   | 13,27 | –     |
| Totale                                                                                     | Totale                     | 2 853                    | 100                      | 3 362   | 100     |                                                              | 2 962 | 100   | 16    |
|                                                                                            |                            |                          |                          |         |         |                                                              |       |       |       |
| Regione Friuli-Venezia Giulia: Voti Sindaco 1°Turno Voti Sindaco 2°TurnoVoti Liste e Seggi |                            |                          |                          |         |         |                                                              |       |       |       |

### Pasian di Prato
| Candidati                                                                                  | Candidati                   | II turno             | II turno          | I turno | I turno | Liste                                                                        | Voti  | %     | Seggi |
| Candidati                                                                                  | Candidati                   | Voti                 | %                 | Voti    | %       | Liste                                                                        | Voti  | %     | Seggi |
| ------------------------------------------------------------------------------------------ | --------------------------- | -------------------- | ----------------- | ------- | ------- | ---------------------------------------------------------------------------- | ----- | ----- | ----- |
|                                                                                            | Lorenzo Tosolini ✔️ Sindaco | 2 482                | 52,75             | 1 661   | 32,25   | Lega Nord                                                                    | 585   | 13,30 | 4     |
| Volontariato-Solidarietà                                                                   | Lorenzo Tosolini ✔️ Sindaco | 2 482                | 52,75             | 1 661   | 32,25   | 552                                                                          | 12,55 | 4     |       |
| Con La Gente                                                                               | Lorenzo Tosolini ✔️ Sindaco | 2 482                | 52,75             | 1 661   | 32,25   | 299                                                                          | 6,80  | 2     |       |
|                                                                                            | Stefano Stefanel            | 2 223                | 47,25             | 1 696   | 32,93   | Vivere Insieme                                                               | 542   | 12,32 | 1     |
| Progetto Pasian di Prato                                                                   | Stefano Stefanel            | 2 223                | 47,25             | 1 696   | 32,93   | 479                                                                          | 10,89 | 1     |       |
| Autonomia e Comunità                                                                       | Stefano Stefanel            | 2 223                | 47,25             | 1 696   | 32,93   | 300                                                                          | 6,82  | –     |       |
| Seggio di coalizione                                                                       | Seggio di coalizione        | Seggio di coalizione | 47,25             | 1 696   | 32,93   | 1                                                                            |       |       |       |
|                                                                                            | Enzo Cattaruzzi             | Enzo Cattaruzzi      | Enzo Cattaruzzi   | 1 314   | 25,51   | Forza Italia-Alleanza Nazionale-Centro Cristiano Democratico-Unione Friulana | 1 190 | 27,06 | 1     |
| Seggio di coalizione                                                                       | Seggio di coalizione        | Seggio di coalizione | Enzo Cattaruzzi   | 1 314   | 25,51   | 1                                                                            |       |       |       |
|                                                                                            | Luigina Mattiuzzi           | Luigina Mattiuzzi    | Luigina Mattiuzzi | 480     | 9,32    | Impegno per Pasian di Prato                                                  | 451   | 10,25 | –     |
| Seggio di coalizione                                                                       | Seggio di coalizione        | Seggio di coalizione | Luigina Mattiuzzi | 480     | 9,32    | 1                                                                            |       |       |       |
| Totale                                                                                     | Totale                      | 4 705                | 100               | 5 151   | 100     |                                                                              | 4 398 | 100   | 16    |
|                                                                                            |                             |                      |                   |         |         |                                                                              |       |       |       |
| Regione Friuli-Venezia Giulia: Voti Sindaco 1°Turno Voti Sindaco 2°TurnoVoti Liste e Seggi |                             |                      |                   |         |         |                                                                              |       |       |       |

### Pavia di Udine
|                                                                        | Silvano Moschione ✔️ Sindaco | 1 919                | 53,48 | Cittadini per Pavia | 1 768 | 52,74 | 10 |  |  |
|                                                                        | Marino Ermacora              | 1 211                | 33,75 | Pavia 2000          | 1 155 | 34,46 | 4  |  |  |
| Seggio di coalizione                                                   | Seggio di coalizione         | Seggio di coalizione | 33,75 | 1                   |       |       |    |  |  |
|                                                                        | Beppino Di Giusto            | 458                  | 12,76 | Alleanza Nazionale  | 429   | 12,80 | –  |  |  |
| Seggio di coalizione                                                   | Seggio di coalizione         | Seggio di coalizione | 12,76 | 1                   |       |       |    |  |  |
| Totale                                                                 | Totale                       | 3 588                | 100   |                     | 3 352 | 100   | 16 |  |  |
|                                                                        |                              |                      |       |                     |       |       |    |  |  |
| Regione Friuli-Venezia Giulia: Voti Sindaco 1°Turno Voti Liste e Seggi |                              |                      |       |                     |       |       |    |  |  |

### Povoletto
|                                                                        | Roberto Tracogna ✔️ Sindaco | 2 028                | 63,12 | Impegno per Povoletto | 1 916 | 63,32 | 11 |  |  |
|                                                                        | Federico Simeoni            | 600                  | 18,67 | Lega Nord             | 572   | 18,90 | 2  |  |  |
| Seggio di coalizione                                                   | Seggio di coalizione        | Seggio di coalizione | 18,67 | 1                     |       |       |    |  |  |
|                                                                        | Rudi Macor                  | 405                  | 12,61 | Unire Povoletto       | 380   | 12,56 | 1  |  |  |
| Seggio di coalizione                                                   | Seggio di coalizione        | Seggio di coalizione | 12,61 | 1                     |       |       |    |  |  |
|                                                                        | Oliviero Paoletti           | 180                  | 5,60  | Mans Netis            | 168   | 5,55  | –  |  |  |
| Totale                                                                 | Totale                      | 3 213                | 100   |                       | 3 026 | 100   | 16 |  |  |
|                                                                        |                             |                      |       |                       |       |       |    |  |  |
| Regione Friuli-Venezia Giulia: Voti Sindaco 1°Turno Voti Liste e Seggi |                             |                      |       |                       |       |       |    |  |  |

### Pozzuolo del Friuli
| Candidati                                                                                  | Candidati                  | II turno             | II turno        | I turno | I turno | Liste                                  | Voti  | %     | Seggi |
| Candidati                                                                                  | Candidati                  | Voti                 | %               | Voti    | %       | Liste                                  | Voti  | %     | Seggi |
| ------------------------------------------------------------------------------------------ | -------------------------- | -------------------- | --------------- | ------- | ------- | -------------------------------------- | ----- | ----- | ----- |
|                                                                                            | Sergio Beltrame ✔️ Sindaco | 1 904                | 52,34           | 1 604   | 38,90   | Impegno per Pozzolo                    | 1 473 | 39,41 | 10    |
|                                                                                            | Ennio Vanin                | 1 734                | 47,66           | 1 388   | 33,66   | Lega Nord                              | 809   | 21,64 | 2     |
| Insieme                                                                                    | Ennio Vanin                | 1 734                | 47,66           | 1 388   | 33,66   | 369                                    | 9,87  | 1     |       |
| Seggio di coalizione                                                                       | Seggio di coalizione       | Seggio di coalizione | 47,66           | 1 388   | 33,66   | 1                                      |       |       |       |
|                                                                                            | Maurizio Paiola            | Maurizio Paiola      | Maurizio Paiola | 895     | 21,71   | Forza Italia-Alleanza Nazionale-Centro | 867   | 23,19 | 1     |
| Seggio di coalizione                                                                       | Seggio di coalizione       | Seggio di coalizione | Maurizio Paiola | 895     | 21,71   | 1                                      |       |       |       |
|                                                                                            | Bruno Repezza              | Bruno Repezza        | Bruno Repezza   | 236     | 5,72    | Vivi Pozzolo                           | 220   | 5,89  | –     |
| Totale                                                                                     | Totale                     | 3 638                | 100             | 4 123   | 100     |                                        | 3 738 | 100   | 16    |
|                                                                                            |                            |                      |                 |         |         |                                        |       |       |       |
| Regione Friuli-Venezia Giulia: Voti Sindaco 1°Turno Voti Sindaco 2°TurnoVoti Liste e Seggi |                            |                      |                 |         |         |                                        |       |       |       |

### Remanzacco
|                                                                        | Arnaldo Scarabelli ✔️ Sindaco | 2 497                | 73,16 | Oltre 2000                                                   | 2 438 | 72,99 | 12 |  |  |
|                                                                        | Giovanni Zeleznik             | 493                  | 14,44 | Forza Italia-Alleanza Nazionale-Centro Cristiano Democratico | 488   | 14,61 | 1  |  |  |
| Seggio di coalizione                                                   | Seggio di coalizione          | Seggio di coalizione | 14,44 | 1                                                            |       |       |    |  |  |
|                                                                        | Massimo Brianese              | 423                  | 12,39 | Lega Nord-Democratici                                        | 414   | 12,40 | 1  |  |  |
| Seggio di coalizione                                                   | Seggio di coalizione          | Seggio di coalizione | 12,39 | 1                                                            |       |       |    |  |  |
| Totale                                                                 | Totale                        | 3 413                | 100   |                                                              | 3 340 | 100   | 16 |  |  |
|                                                                        |                               |                      |       |                                                              |       |       |    |  |  |
| Regione Friuli-Venezia Giulia: Voti Sindaco 1°Turno Voti Liste e Seggi |                               |                      |       |                                                              |       |       |    |  |  |

### San Daniele del Friuli
|                                                                        | Paolo Menis ✔️ Sindaco | 2 847                | 58,65 | Insieme per il Domani | 2 502 | 57,52 | 10 |  |  |
|                                                                        | Diego Sivilotti        | 739                  | 15,22 | Vivi San Daniele      | 687   | 15,79 | 1  |  |  |
| Seggio di coalizione                                                   | Seggio di coalizione   | Seggio di coalizione | 15,22 | 1                     |       |       |    |  |  |
|                                                                        | Ulisse Varisco         | 712                  | 14,67 | Progetto San Daniele  | 663   | 15,24 | 1  |  |  |
| Seggio di coalizione                                                   | Seggio di coalizione   | Seggio di coalizione | 14,67 | 1                     |       |       |    |  |  |
|                                                                        | Sergio Polano          | 556                  | 11,45 | Lega Nord             | 312   | 7,17  | 1  |  |  |
| Insieme 2000                                                           | Sergio Polano          | 556                  | 11,45 | 186                   | 4,28  | –     |    |  |  |
| Seggio di coalizione                                                   | Seggio di coalizione   | Seggio di coalizione | 11,45 | 1                     |       |       |    |  |  |
| Totale                                                                 | Totale                 | 4 854                | 100   |                       | 4 350 | 100   | 16 |  |  |
|                                                                        |                        |                      |       |                       |       |       |    |  |  |
| Regione Friuli-Venezia Giulia: Voti Sindaco 1°Turno Voti Liste e Seggi |                        |                      |       |                       |       |       |    |  |  |

### San Giovanni al Natisone
| Candidati                                                                                  | Candidati                    | II turno             | II turno       | I turno | I turno | Liste         | Voti  | %     | Seggi |
| Candidati                                                                                  | Candidati                    | Voti                 | %              | Voti    | %       | Liste         | Voti  | %     | Seggi |
| ------------------------------------------------------------------------------------------ | ---------------------------- | -------------------- | -------------- | ------- | ------- | ------------- | ----- | ----- | ----- |
|                                                                                            | Franco Costantini ✔️ Sindaco | 2 138                | 70,96          | 1 764   | 48,20   | Uomini e Idee | 1 675 | 47,98 | 10    |
|                                                                                            | Massimo Berto                | 875                  | 29,04          | 799     | 21,83   | Forza Italia  | 776   | 22,23 | 2     |
| Seggio di coalizione                                                                       | Seggio di coalizione         | Seggio di coalizione | 29,04          | 799     | 21,83   | 1             |       |       |       |
|                                                                                            | Zorro Grattoni               | Zorro Grattoni       | Zorro Grattoni | 581     | 15,87   | Lega Nord     | 547   | 15,67 | 1     |
| Seggio di coalizione                                                                       | Seggio di coalizione         | Seggio di coalizione | Zorro Grattoni | 581     | 15,87   | 1             |       |       |       |
|                                                                                            | Attilio Ninino               | Attilio Ninino       | Attilio Ninino | 516     | 14,10   | Progressisti  | 493   | 14,12 | –     |
| Seggio di coalizione                                                                       | Seggio di coalizione         | Seggio di coalizione | Attilio Ninino | 516     | 14,10   | 1             |       |       |       |
| Totale                                                                                     | Totale                       | 3 013                | 100            | 3 660   | 100     |               | 3 491 | 100   | 16    |
|                                                                                            |                              |                      |                |         |         |               |       |       |       |
| Regione Friuli-Venezia Giulia: Voti Sindaco 1°Turno Voti Sindaco 2°TurnoVoti Liste e Seggi |                              |                      |                |         |         |               |       |       |       |

### Tavagnacco
| Candidati                                                                                  | Candidati                 | II turno             | II turno           | I turno | I turno | Liste                      | Voti  | %     | Seggi |
| Candidati                                                                                  | Candidati                 | Voti                 | %                  | Voti    | %       | Liste                      | Voti  | %     | Seggi |
| ------------------------------------------------------------------------------------------ | ------------------------- | -------------------- | ------------------ | ------- | ------- | -------------------------- | ----- | ----- | ----- |
|                                                                                            | Valerio Frezza ✔️ Sindaco | 3 159                | 51,89              | 2 838   | 40,33   | Progetto per Tavagnacco    | 2 623 | 41,82 | 12    |
|                                                                                            | Giovanni Cucci            | 2 929                | 48,11              | 2 233   | 31,73   | Buongoverno per Tavagnacco | 1 197 | 19,08 | 2     |
| Lega Civica                                                                                | Giovanni Cucci            | 2 929                | 48,11              | 2 233   | 31,73   | 589                        | 9,39  | 1     |       |
| Seggio di coalizione                                                                       | Seggio di coalizione      | Seggio di coalizione | 48,11              | 2 233   | 31,73   | 1                          |       |       |       |
|                                                                                            | Lorenzo Beltrame          | Lorenzo Beltrame     | Lorenzo Beltrame   | 1 514   | 21,51   | Insieme per Tavagnacco (A) | 1 439 | 22,94 | 2     |
| Seggio di coalizione                                                                       | Seggio di coalizione      | Seggio di coalizione | Lorenzo Beltrame   | 1 514   | 21,51   | 1                          |       |       |       |
|                                                                                            | Gianfranco Balzano        | Gianfranco Balzano   | Gianfranco Balzano | 452     | 6,42    | Rifondazione Comunista     | 424   | 6,76  | –     |
| Seggio di coalizione                                                                       | Seggio di coalizione      | Seggio di coalizione | Gianfranco Balzano | 452     | 6,42    | 1                          |       |       |       |
| Totale                                                                                     | Totale                    | 6 088                | 100                | 7 037   | 100     |                            | 6 272 | 100   | 20    |
|                                                                                            |                           |                      |                    |         |         |                            |       |       |       |
| Regione Friuli-Venezia Giulia: Voti Sindaco 1°Turno Voti Sindaco 2°TurnoVoti Liste e Seggi |                           |                      |                    |         |         |                            |       |       |       |

### Tolmezzo
| Candidati                                                                                  | Candidati               | II turno             | II turno          | I turno | I turno | Liste                     | Voti  | %     | Seggi |
| Candidati                                                                                  | Candidati               | Voti                 | %                 | Voti    | %       | Liste                     | Voti  | %     | Seggi |
| ------------------------------------------------------------------------------------------ | ----------------------- | -------------------- | ----------------- | ------- | ------- | ------------------------- | ----- | ----- | ----- |
|                                                                                            | Sergio Cuzzi ✔️ Sindaco | 2 962                | 56,15             | 2 785   | 44,07   | Indipendenti per Cuzzi    | 985   | 17,75 | 5     |
| Forza Italia-Centro Cristiano Democratico                                                  | Sergio Cuzzi ✔️ Sindaco | 2 962                | 56,15             | 2 785   | 44,07   | 982                       | 17,69 | 5     |       |
| Alleanza Nazionale                                                                         | Sergio Cuzzi ✔️ Sindaco | 2 962                | 56,15             | 2 785   | 44,07   | 514                       | 9,26  | 2     |       |
|                                                                                            | Ilario Brollo           | 2 313                | 43,85             | 2 380   | 37,66   | Progresso e Solidarietà   | 754   | 13,59 | 2     |
| Centro Popolare                                                                            | Ilario Brollo           | 2 313                | 43,85             | 2 380   | 37,66   | 743                       | 13,39 | 2     |       |
| Democratici e Socialisti                                                                   | Ilario Brollo           | 2 313                | 43,85             | 2 380   | 37,66   | 563                       | 10,14 | 2     |       |
| Seggio di coalizione                                                                       | Seggio di coalizione    | Seggio di coalizione | 43,85             | 2 380   | 37,66   | 1                         |       |       |       |
|                                                                                            | Aurelia Bubisutti       | Aurelia Bubisutti    | Aurelia Bubisutti | 523     | 8,28    | Lega Nord                 | 460   | 8,29  | –     |
| Seggio di coalizione                                                                       | Seggio di coalizione    | Seggio di coalizione | Aurelia Bubisutti | 523     | 8,28    | 1                         |       |       |       |
|                                                                                            | Marco Lepre             | Marco Lepre          | Marco Lepre       | 321     | 5,08    | Verdi-Fvg                 | 265   | 4,77  | –     |
|                                                                                            | Sergio Lunazzi          | Sergio Lunazzi       | Sergio Lunazzi    | 310     | 4,91    | Unione Autonomista Alpina | 284   | 5,12  | –     |
| Totale                                                                                     | Totale                  | 5 275                | 100               | 6 319   | 100     |                           | 5 550 | 100   | 20    |
|                                                                                            |                         |                      |                   |         |         |                           |       |       |       |
| Regione Friuli-Venezia Giulia: Voti Sindaco 1°Turno Voti Sindaco 2°TurnoVoti Liste e Seggi |                         |                      |                   |         |         |                           |       |       |       |

### Tricesimo
| Candidati                                                                                  | Candidati                  | II turno                | II turno                | I turno | I turno | Liste                                     | Voti  | %     | Seggi |
| Candidati                                                                                  | Candidati                  | Voti                    | %                       | Voti    | %       | Liste                                     | Voti  | %     | Seggi |
| ------------------------------------------------------------------------------------------ | -------------------------- | ----------------------- | ----------------------- | ------- | ------- | ----------------------------------------- | ----- | ----- | ----- |
|                                                                                            | Roberto Vattori ✔️ Sindaco | 1 862                   | 51,52                   | 1 501   | 34,13   | Nuova Tricesimo                           | 853   | 23,93 | 8     |
| Pace-Lavoro-Famiglia                                                                       | Roberto Vattori ✔️ Sindaco | 1 862                   | 51,52                   | 1 501   | 34,13   | 250                                       | 7,01  | 2     |       |
|                                                                                            | Bruno Vattolo              | 1 752                   | 48,48                   | 1 697   | 38,59   | Forza Italia-Centro Cristiano Democratico | 875   | 24,55 | 2     |
| Tricesimo                                                                                  | Bruno Vattolo              | 1 752                   | 48,48                   | 1 697   | 38,59   | 601                                       | 16,86 | 1     |       |
| Seggio di coalizione                                                                       | Seggio di coalizione       | Seggio di coalizione    | 48,48                   | 1 697   | 38,59   | 1                                         |       |       |       |
|                                                                                            | Angelo Zinutti             | Angelo Zinutti          | Angelo Zinutti          | 792     | 18,01   | Lega Nord                                 | 437   | 12,26 | 1     |
| Insieme                                                                                    | Angelo Zinutti             | Angelo Zinutti          | Angelo Zinutti          | 792     | 18,01   | 223                                       | 6,26  | –     |       |
| Seggio di coalizione                                                                       | Seggio di coalizione       | Seggio di coalizione    | Angelo Zinutti          | 792     | 18,01   | 1                                         |       |       |       |
|                                                                                            | Maria Cattarossi Broili    | Maria Cattarossi Broili | Maria Cattarossi Broili | 408     | 9,28    | Alleanza Nazionale                        | 325   | 9,12  | –     |
| Totale                                                                                     | Totale                     | 3 614                   | 100                     | 4 398   | 100     |                                           | 3 564 | 100   | 16    |
|                                                                                            |                            |                         |                         |         |         |                                           |       |       |       |
| Regione Friuli-Venezia Giulia: Voti Sindaco 1°Turno Voti Sindaco 2°TurnoVoti Liste e Seggi |                            |                         |                         |         |         |                                           |       |       |       |